# Правило Дерягина
Правило Дерягина — правило, разработанное химиком Б. В. Дерягиным, касающееся технологии многих лекарственных форм.
Формулировка правила:

Для получения тонко измельченного лекарственного вещества при его диспергировании рекомендуется добавлять растворитель в половинном количестве от массы измельчаемого лекарственного вещества.

## Объяснение правила
Частицы лекарственного вещества имеют трещины (щели Гриффитса), в которые проникает жидкость. Жидкость оказывает расклинивающее давление на частицу, которое превосходит стягивающие силы, что и способствует измельчению. Если измельчаемое вещество является набухающим, то его тщательно измельчают в сухом виде и лишь потом добавляют жидкость. После измельчения лекарственного вещества используют прием взмучивания с целью фракционирования частиц. Взмучивание состоит в том, что при смешивании твердого вещества с жидкостью, в 10—20 раз по объему превосходящей его массу, мелкие частицы находятся во взвешенном состоянии, а крупные оседают на дно. Этот эффект объясняется разной скоростью седиментации частиц разных размеров (закон Стокса). Взвесь наиболее измельченных частиц сливают, а осадок повторно измельчают и взмучивают с новой порцией жидкости до тех пор, пока весь осадок не перейдет в тонкую взвесь.

## Применение в технологии
Например, рецепт суспензии:

Rp.: Amyli
Bismuthi subnitratis ana 3,0
Aquae destillatae 200 ml
M.D.S. Протирать кожу лица

Значение рецепта: в подставку отмеривают 200 мл очищенной воды. В ступке измельчают 3 г крахмала и 3 г основного нитрата висмута с 3 мл воды (по правилу Дерягина), затем добавляют 60—90 мл воды, смесь взмучивают и оставляют на несколько минут. Осторожно сливают тонкую взвесь с осадка во флакон. Влажный осадок дополнительно растирают пестиком, смешивают с новой порцией воды, сливают. Измельчение и взмучивание повторяют, пока все крупные частицы не превратятся в тонкую взвесь.